# 千葉県立鶴舞桜が丘高等学校

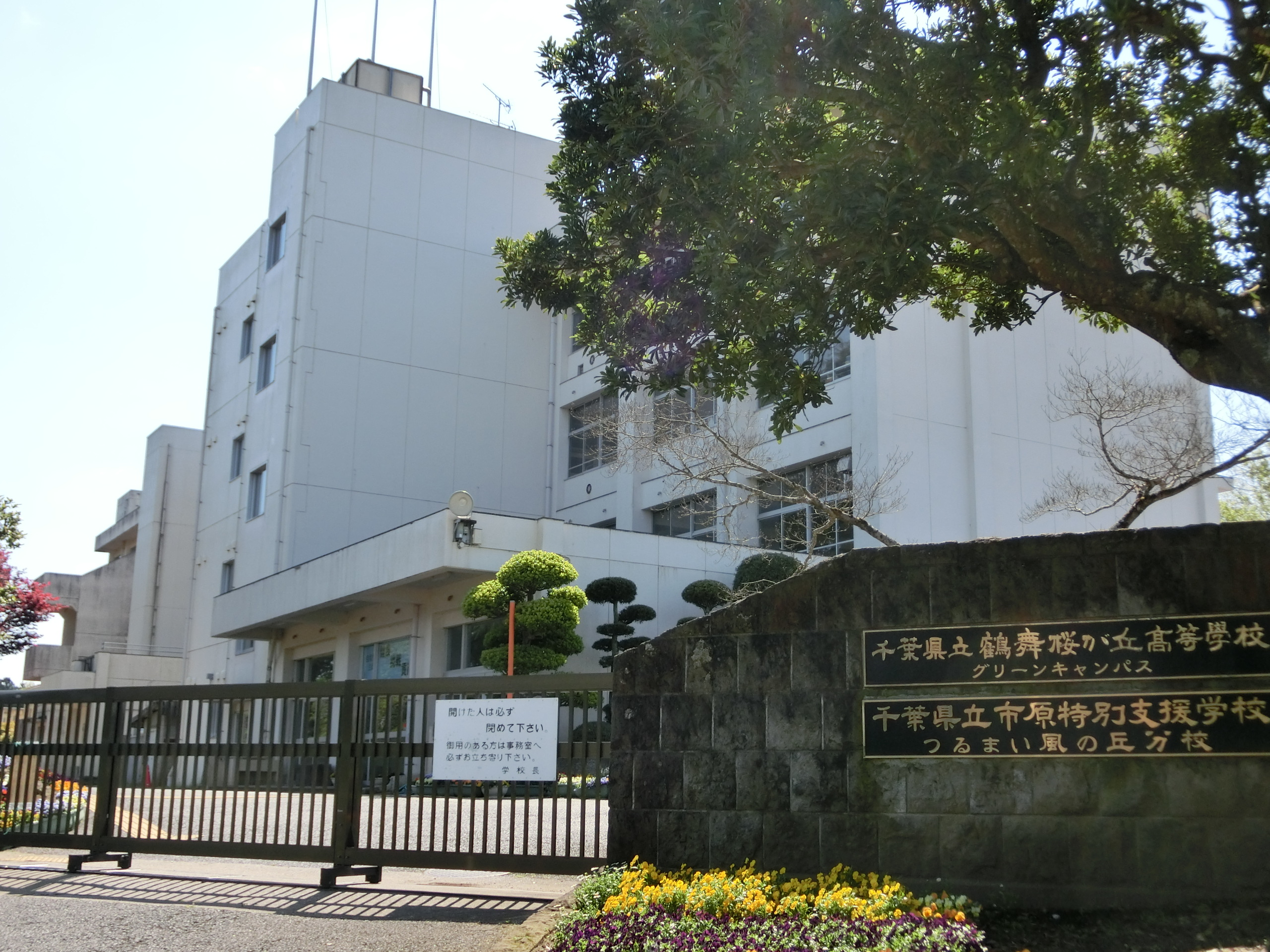
グリーンキャンパス（旧・市原園芸高等学校）

千葉県立鶴舞桜が丘高等学校（ちばけんりつ つるまいさくらがおかこうとうがっこう）は、千葉県市原市鶴舞に存在した県立高等学校。

## 沿革

### 鶴舞商業高等学校（前史）
- 1901年（明治34年）6月12日 - 市原郡八幡町に市原郡立市原染織補習学校創立。
- 1902年（明治35年）10月 - 市原郡立市原染織学校と改称。
- 1907年（明治40年）3月 - 市原郡鶴舞町に移転。
- 1911年（明治44年）3月31日 - 市原染織学校廃校。市原郡立市原実科高等女学校創立。
- 1948年（昭和23年）4月1日 - 千葉県立鶴舞高等学校と改称。
- 1950年（昭和25年）3月1日 - 千葉県立市原実業高等学校と併合し、千葉県立市原第二高等学校と改称。
- 1955年（昭和30年）4月1日 - 千葉県立鶴舞商業高等学校と改称。園芸科は千葉県立市原園芸高等学校として独立する。
- 2001年（平成13年）11月17日 - 創立100周年記念式典が行われる。

### 市原園芸高等学校（前史）
- 1945年（昭和20年） - 組合立千葉県市原農林高等学校創立。
- 1948年（昭和23年）3月31日 - 千葉県立市原実業高等学校と改称。
- 1950年（昭和25年）3月1日 - 千葉県立鶴舞高等学校と併合し、千葉県立市原第二高等学校と改称。
- 1955年（昭和30年）4月1日 - 千葉県立市原園芸高等学校として独立する。

両校は1950年3月1日から1955年4月1日までは、一つの学校（千葉県立市原第二高等学校）だった。

### 千葉県立鶴舞桜が丘高等学校
- 2005年（平成17年）4月1日 - 県立高等学校再編計画により、鶴舞商業高等学校と市原園芸高等学校が併合。千葉県立鶴舞桜が丘高等学校と改称。
- 2018年（平成30年）8月 - 市原高校との統合による募集停止と食とみどり科を母体とした市原高校園芸科新入生募集を発表。
- 2019年（平成31年）4月 - 前月の閉校に伴い、農業関係施設が市原高校 鶴舞グリーンキャンバスになる。